# Gymnosporia mekongensis
Gymnosporia mekongensis är en benvedsväxtart som beskrevs av Pierre. Gymnosporia mekongensis ingår i släktet Gymnosporia och familjen Celastraceae. Inga underarter finns listade.